# Jardins de Carlton
Os Jardins de Carlton são um Património Mundial (desde 2004) em Melbourne, Austrália.
O sítio de 26 hectares contem o Edifício da Exposição Real, o Museu de Melbourne e o Cinema IMAX. São um fantástico exemplo de desenho de paisagem da era Vitoriana.
Os jardins tem várias árvores, entre elas o carvalho-roble, o choupo branco, o plátano, o ulmeiro, a conífera, a araucária e várias árvores persistentes.

## Galeria

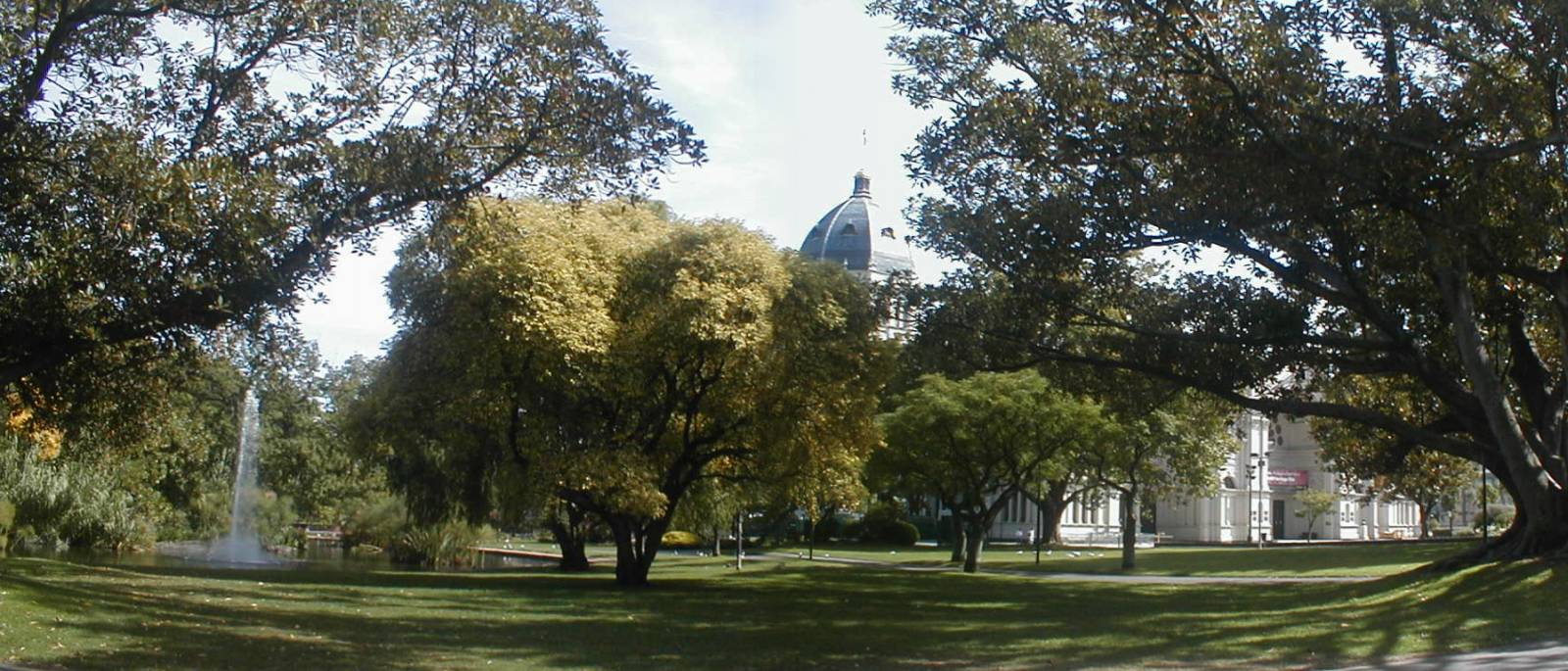
Vista sul dos Jardins de Carlton
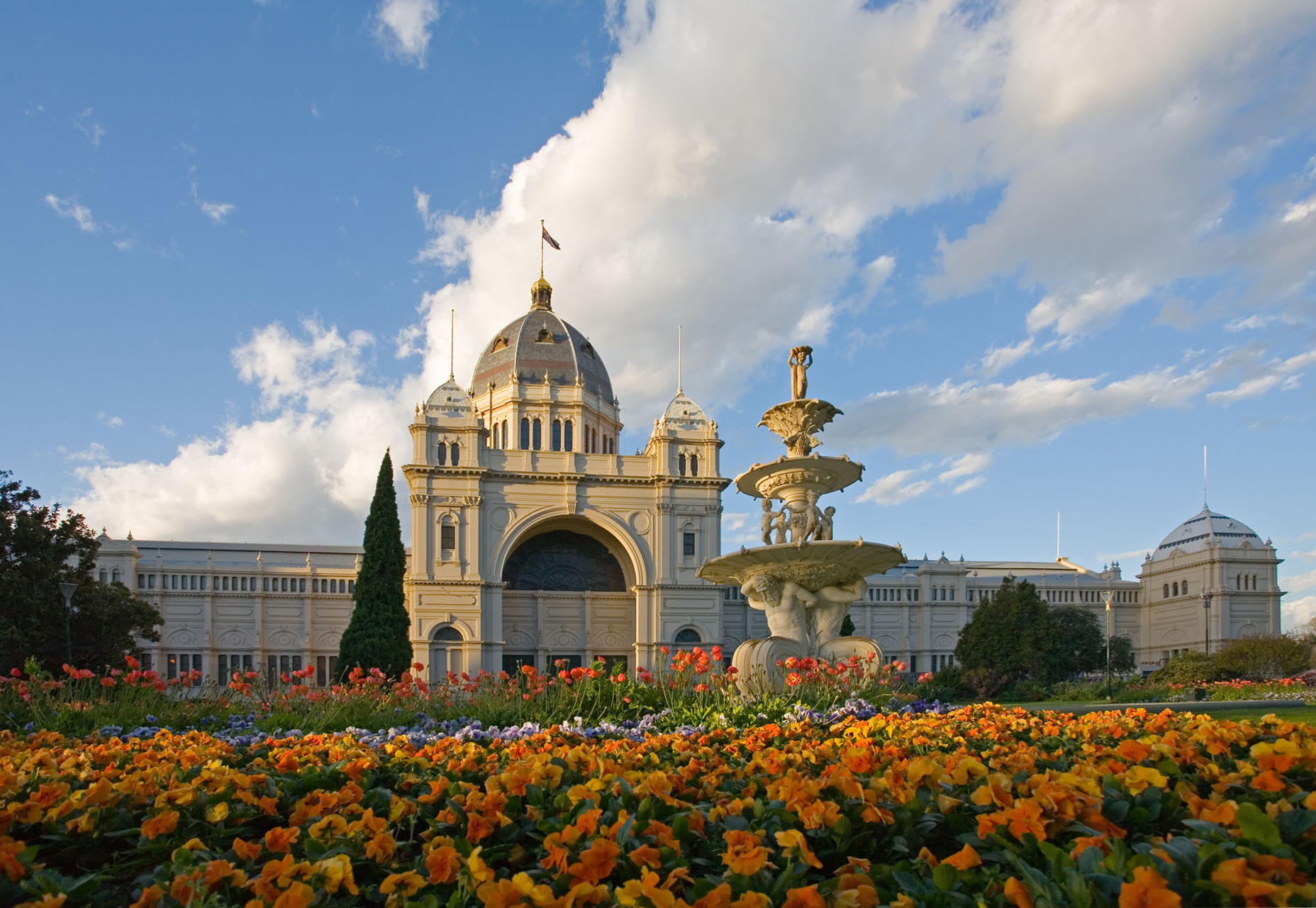
Edifício da Exposição Real
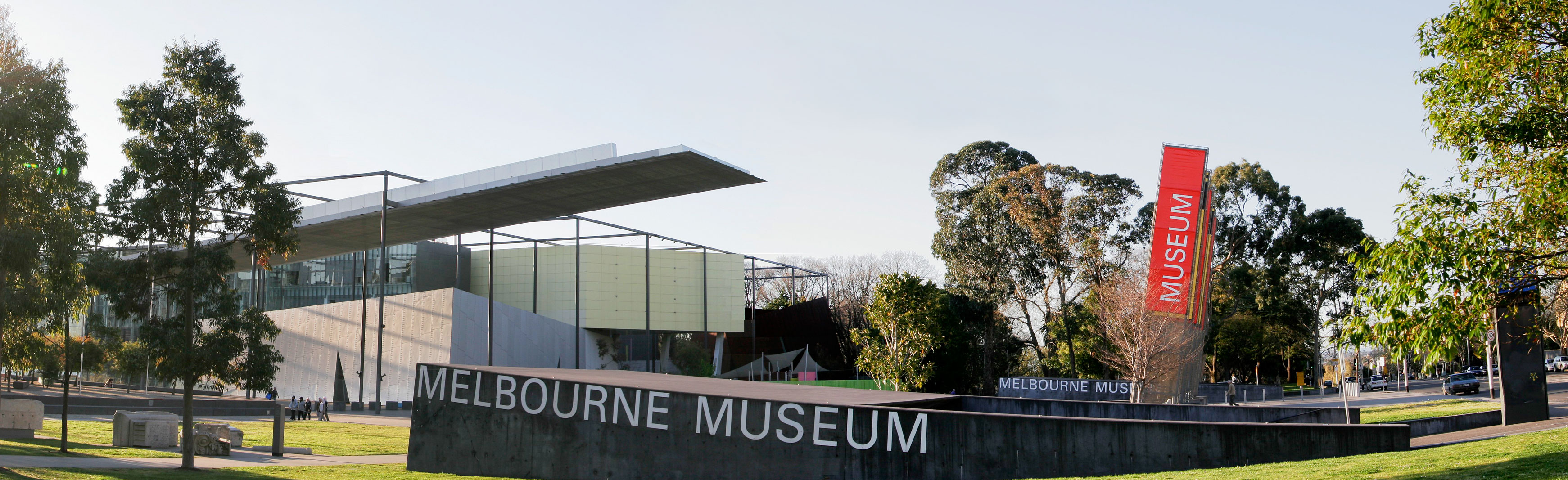
Museu de Melbourne

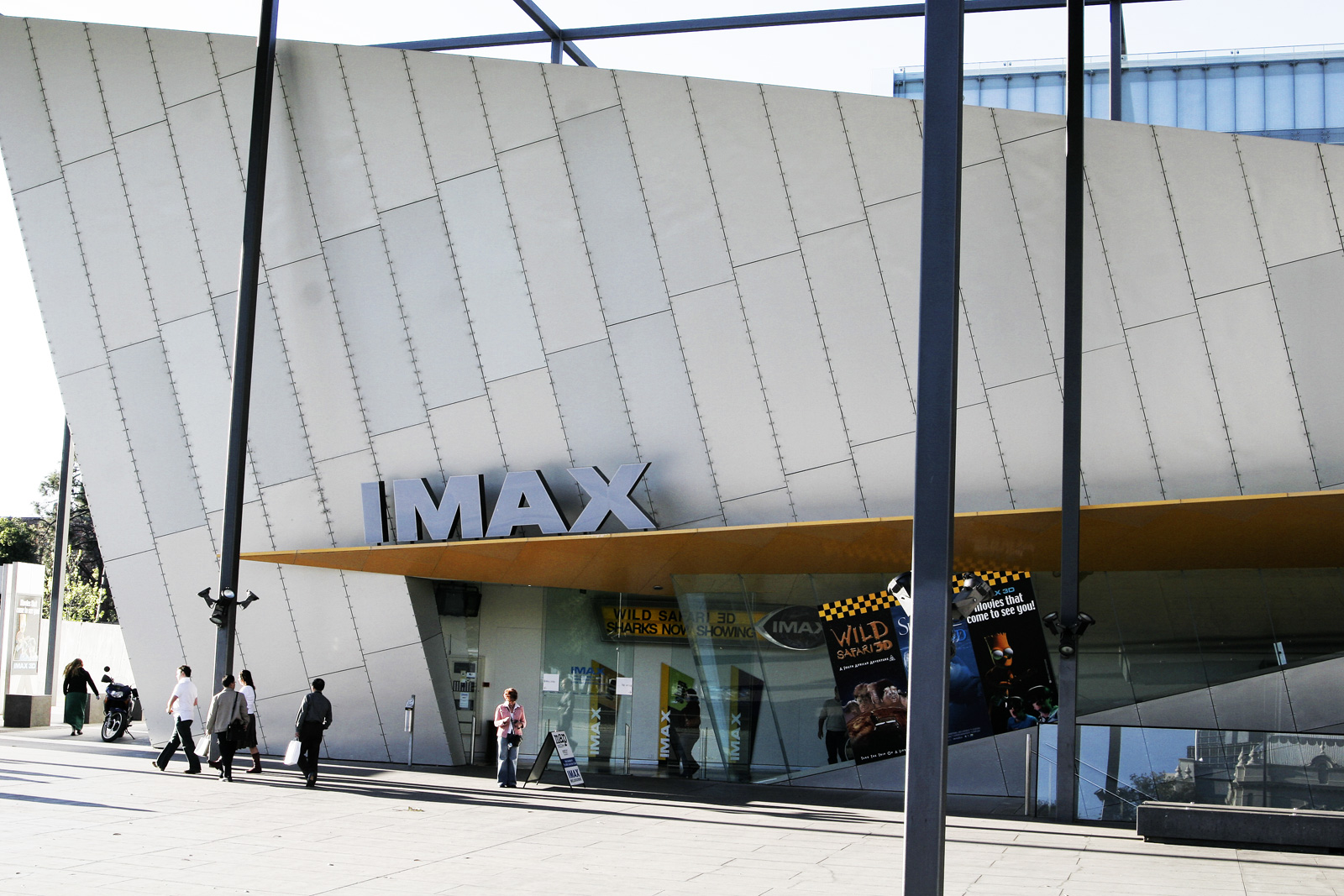
Cinema IMAX